# セスト・カンパーノ
セスト・カンパーノ（イタリア語: Sesto Campano）は、イタリア共和国モリーゼ州イゼルニア県にある、人口約2,300人の基礎自治体（コムーネ）。

## 地理

### 位置・広がり

#### 隣接コムーネ
隣接するコムーネは以下の通り。括弧内のCEはカゼルタ県所属を示す。
- チョルラーノ (CE)
- ミニャーノ・モンテ・ルンゴ (CE)
- プラテッラ (CE)
- プレゼンツァーノ (CE)
- ヴェナフロ